# Wegscheiderit
Wegscheiderit ist ein sehr selten vorkommendes Mineral aus der Mineralklasse „Carbonate und Nitrate“ (ehemals Carbonate, Nitrate und Borate). Es kristallisiert im triklinen Kristallsystem mit der idealisierten chemischen Zusammensetzung Na5H3(CO3)4, ist also chemisch gesehen ein Natrium-Wasserstoff-Carbonat, nach anderer Auffassung ein Natrium-Hydrogencarbonat-Carbonat.
Wegscheiderit entwickelt subidiomorphe, nadelige bis blättrige Kristalle bis zu 5 cm Größe sowie faserige und körnige Mineral-Aggregate. Häufig findet er sich in Pseudomorphosen nach Trona.
Die Typlokalität des Wegscheiderits ist die die „Green-River-Formation“ durchteufende Erkundungsbohrung „Perkins Well No. 1“ (Koordinaten der Bohrung Perkins Well No. 1) im Bereich einer lakustrinen Trona-Lagerstätte am Westufer des zum Flaming Gorge Reservoir aufgestauten Green River, ca. 30 km südsüdwestlich von Green River im Sweetwater County, Wyoming, Vereinigte Staaten.

## Etymologie und Geschichte

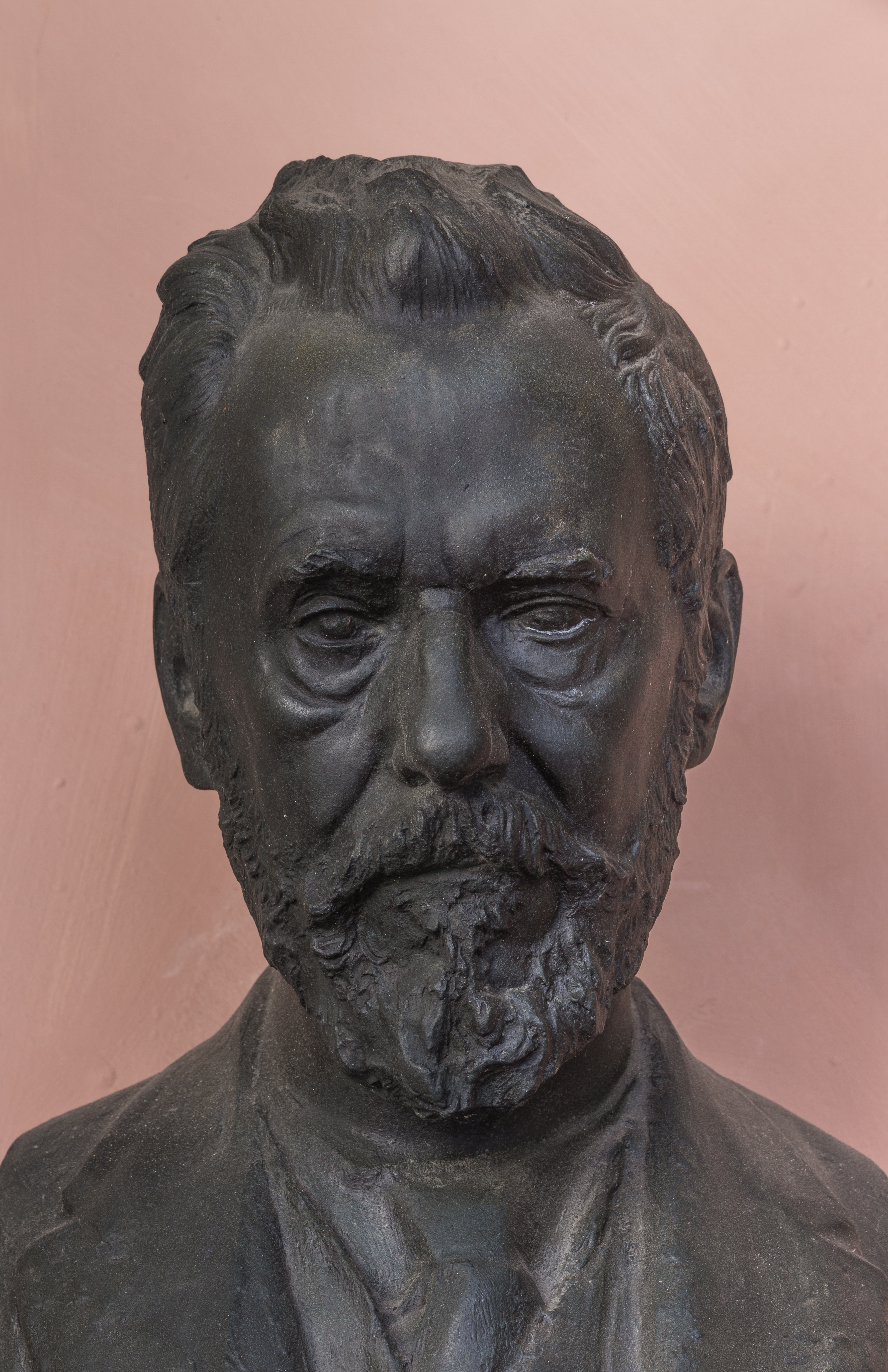
Rudolf Wegscheider – Namenspatron für den Wegscheiderit. Die Bronzebüste befindet sich im Arkadenhof der Universität Wien.

Bereits im Jahre 1960 waren Charles Milton und Joseph J. Fahey insgesamt 19 verschiedene Carbonatminerale aus der „Green-River-Formation“ in den US-amerikanischen Bundesstaaten Wyoming, Utah und Colorado bekannt. Für eines davon, welches keinem der damals bekannten Minerale zuzuordnen war, wurde die chemische Zusammensetzung mit Na2CO3·3NaHCO3 ermittelt. Bereits ein Jahr später, nachdem die wichtigsten physikalischen und optischen Eigenschaften durch ein Team US-amerikanischer Wissenschaftler um Joseph J. Fahey, K. P. Yorks und Daniel E. Appleman bestimmt worden waren, wurde das neue Mineral im 1961 erschienenen Abstracts-Band der Jahreshauptversammlung der Geological Society of America veröffentlicht. Im Jahre 1963 erfolgte die wissenschaftliche Erstbeschreibung des Minerals durch Joseph J. Fahey und K. P. Yorks im US-amerikanischen Wissenschaftsmagazin „The American Mineralogist“.
Sie benannten das Mineral nach Rudolf Franz Johann Wegscheider (1859–1935), der im Jahre 1913 im Zuge seiner Untersuchungen der Phasengleichgewichte im System Na2CO3-NaHCO3-H2O die synthetische Komponente Na2CO3·3NaHCO3 synthetisiert hatte. Das Mineral wurde von der „Commission on New Minerals and Mineral Names“ der International Mineralogical Association (IMA) in einem 1967 erschienenen, die 129 Erstbeschreibungen der Jahre 1961 bis 1964 zusammenfassenden Report als Mineral anerkannt. Infolgedessen besitzt Wegscheiderit keine IMA-Nummer, sondern wird unter der Summenanerkennung „IMA 1967 s.p.“ (special procedure) geführt.
Das Typmaterial für Wegscheiderit wird unter der Katalognummer 117710 (Donation J. J. Fahey, United States Geological Survey, 1965) in der Sammlung des zur Smithsonian Institution gehörenden National Museum of Natural History (NMNH) in Washington, D.C. (USA) aufbewahrt.

## Klassifikation
In der veralteten 8. Auflage der Mineralsystematik nach Strunz gehörte der Wegscheiderit zur Mineralklasse der „Nitrate, Carbonate und Borate“ und dort zur Abteilung „Wasserfreie Carbonate ohne fremde Anionen“, wo er gemeinsam mit Kalicinit, Nahcolith und Teschemacherit in der „Nahcolith-Kalicinit-Gruppe“ mit der Systemnummer Vb/A.01 steht.
In der zuletzt 2018 überarbeiteten Lapis-Systematik nach Stefan Weiß, die formal auf der alten Systematik von Karl Hugo Strunz in der 8. Auflage basiert, erhielt das Mineral die System- und Mineralnummer V/B.01-060. Dies entspricht ebenfalls der Abteilung „Wasserfreie Carbonate [CO3]2−, ohne fremde Anionen“, wo Wegscheiderit zusammen mit Kalicinit, Nahcolith, Natrit, Teschemacherit und Zabuyelit eine unbenannte Gruppe mit der Systemnummer V/B.01 bildet.
Auch die von der IMA zuletzt 2009 aktualisierte 9. Auflage der Strunz’schen Mineralsystematik ordnet den Wegscheiderit in die Abteilung „Carbonate ohne zusätzliche Anionen; ohne H2O“ ein. Diese ist jedoch weiter unterteilt nach der Zugehörigkeit der beteiligten Kationen zu bestimmten Elementgruppen. Das Mineral ist hier entsprechend seiner Zusammensetzung in der Unterabteilung „Alkali-Carbonate“ zu finden, wo es als einziges Mitglied eine unbenannte Gruppe mit der Systemnummer 5.AA.30 bildet.
In der vorwiegend im englischen Sprachraum gebräuchlichen Systematik der Minerale nach Dana hat Wegscheiderit die System- und Mineralnummer 13.01.06.01. Das entspricht ebenfalls der Klasse der „Carbonate, Nitrate und Borate“ und dort der Abteilung „Carbonate“. Hier findet er sich innerhalb der Unterabteilung „Saure Carbonate mit verschiedenen Formeln“ als einziges Mitglied in einer unbenannten Gruppe mit der Systemnummer 13.01.06.

## Chemismus
Eine Analyse, bei der die Gehalte (CO3)2− and (HCO3)1− direkt über Titration bestimmt wurden, lieferte (nach Abzug von 0,06 % Cl, 0,36 % H2O− und 4,38 % organischen Materials sowie Rekalkulation zu einer konventionellen Oxid-Analyse) 43,30 % Na2O; 46,60 % CO2 und 10,00 % H2O+. Die Formel Na5(HCO3)3(CO3) (oder Na5H3(CO3)4) fordert Gehalte von 43,28 % Na2O; 49,17 % CO2 und 7,55 % H2O+.
Die offizielle Formel der IMA für den Wegscheiderit wird mit Na5H3(CO3)4 angegeben. Die Formel nach Strunz, Na5H3[CO3]4, folgt der IMA-konformen Formel, jedoch ist hier wie üblich der Anionenverband in einer eckigen Klammer angegeben.
Die alleinige Elementkombination Na–H–C–O weisen unter den derzeit bekannten Mineralen (Stand 2019) neben Wegscheiderit nur Nahcolit, NaHCO3; Soda, Na2CO3·10H2O, Thermonatrit, Na2CO3·H2O; und Trona, Na3H(CO3)2·2H2O, sowie die unbenannten Phasen UM1959-02-CO:HNa, Na2CO3·H2O; UM1974-04-CO:HNa, Na4H2(CO3)3·1,5H2O; UM1990-12-CO:HNa, Na-C-O-H (?); und Unnamed (MSH UK-98), Na(CO3),(OH); auf.

## Kristallstruktur

Räumliche Darstellung der Struktur von Wegscheiderit in kationenzentrierter polyedrischer Darstellung und kristallographischer Standardausrichtung. Der blaue Umriss zeigt die Einheitszelle.
Farblegende: #F9DC3C Na
1. 804929 C
2. FE0300 O
3. FFCCCC H

Wegscheiderit kristallisiert im triklinen Kristallsystem in der Raumgruppe P1 (Raumgruppen-Nr. 2) mit den Gitterparametern a = 3,4762 Å; b = 10,0393 Å; c = 15,5969 Å; α = 107,770°; β = 95,589° und γ = 95,028° sowie zwei Formeleinheiten pro Elementarzelle.
Die kristallographischen Eigenschaften des Wegscheiderits wurden erstmals von Daniel E. Appleman über Einkristall- und Pulverdiffraktionstechniken an Material aus dem die eozäne „Green River Formation“ in Wyoming durchteufenden „Grierson Well No. 1“ ermittelt.  Eine neuere Arbeit legten Nelson G. Fernandes, Roland Tellgren und Ivar Olovsson vor – die nebenstehende Darstellung der Struktur des Wegscheiderits beruht auf ihrer Arbeit.
In der Kristallstruktur des Wegscheiderits sind planare (CO3)2−-Gruppen durch Wasserstoffbrückenbindungen verbunden und bilden zwei unabhängige [H3(CO3)4]5−-Fragmente, welche durch Na[5,6,7] verknüpft sind.
In der asymmetrischen Einheit gibt es vier Wasserstoffbrückenbindungen, von denen zwei asymmetrisch und zwei symmetrisch sind. Offensichtlich befinden sich die beiden Wasserstoff-Atome in den symmetrischen Bindungen nicht in Inversionszentren.

## Eigenschaften

### Morphologie
Wegscheiderit bildet an seiner Typlokalität in einer knapp 8 cm mächtigen Schicht zahllose winzige, willkürlich angeordnete subidiomorphe, nadelige bis blättrige Kristalle. In der 12,5 Meilen nordwestlich der Typlokalität gelegenen Forschungsbohrung „Grierson Well No. 1“ fand sich Wegscheiderit in blätterigen bis tafeligen Kristallen bis zu 5 cm Größe in massivem Halit. Ferner kennt man das Mineral in Form von faserigen und grobkörnigen Mineral-Aggregaten bis zu 1 cm Größe.

### Physikalische und chemische Eigenschaften
Die Kristalle des Wegscheiderits sind farblos oder schwach rosa bis bräunlich. Ihre Strichfarbe ist in der Originalpublikation nicht angegeben, sollte aufgrund der Mineralfarbe aber weiß sein, wie es auch der Mineralienatlas angibt.
Die Oberflächen der durchscheinenden Kristalle zeigen einen charakteristischen glasartigen Glanz. Wegscheiderit besitzt entsprechend diesem Glasglanz eine mittelhohe Lichtbrechung (nα = 1,433; nβ = 1,519; nγ = 1,528) und – wie viele Carbonate – eine hohe Doppelbrechung (δ = 0,095). Im durchfallenden Licht ist der zweiachsig negative Wegscheiderit farblos und zeigt keinen Pleochroismus.
Wegscheiderit besitzt eine deutliche, prismatische Spaltbarkeit. Er bricht ähnlich wie Amblygonit, wobei die Bruchflächen uneben bis halbmuschelig ausgebildet sind. In der Originalpublikation finden sich keine Angaben zur Tenazität. Wegscheiderit weist eine Mohshärte von 2,5 bis 3 auf und gehört damit zu den weichen bis mittelharten Mineralen, die sich wie das Referenzmineral Calcit (Härte 3) mit einer Kupfermünze ritzen lassen würden. Es lässt sich etwas weniger gut als das Referenzmineral Gips (Härte 2) noch mit dem Fingernagel ritzen. Die gemessene Dichte für Wegscheiderit beträgt 2,341 g/cm³, die berechnete Dichte 2,32 g/cm³ bis 2,334 g/cm³.
Wegscheiderit zeigt weder im kurzwelligen noch im langwelligen UV-Licht eine Fluoreszenz.
Das Mineral ist gut löslich in warmem H2O, weniger gut in kaltem H2O. In allen herkömmlichen Säuren erfolgt eine schnelle Zersetzung unter Entwicklung von CO2. Kleine Splitter schmelzen bei Erhitzung in der Gasflamme zu einer farblosen Kugel, die sich beim Erkalten weiß färbt.

## Bildung und Fundorte
Wegscheiderit ist ein Mineral, welches an seiner Typlokalität, einer lakustrinen Trona-Lagerstätte, als Verdrängung von Trona auftritt. Daneben findet es sich auch in Alkaligesteins-Pegmatiten wie am 1051 m hohen Berg Alluaiw (russisch Аллуайв) im Lowosero-Massiv in der Lowosero-Tundra auf der russischen Halbinsel Kola, Oblast Murmansk. In der „Lower Permian Fengcheng Formation“ in der Mahu-Senke, nordwestliches Junggar-Becken (Dsungarisches Becken) im Norden von Xinjiang, China, findet sich Wegscheiderit zusammen mit Trona und Nacolith auf dem Boden von auf Tuffen entstandenen Seen in Form von nach oben wachsenden kristallinen Aggregaten von strauchartigem Aussehen, die auf dem Tuff- bzw. tuffartigen Substrat sitzen. Die Art dieses Vorkommen beweist, dass der Wegscheiderit und die anderen Na-Carbonate in einem ruhigen übersättigten Solebecken ohne Wasserzuflüsse ausfielen und am Boden des Beckens weiterkristallisierten.
Begleitminerale des Wegscheiderits an der Typlokalität sind Trona und Halit. Am Berg Alluaiw im Lowosero-Massiv findet er sich im zentralen Bereich der Pegmatittrümer zusammen mit Kryolith, Villiaumit und Kogarkoit oder mit Nahcolith, Sidorenkit, Shortit, Katapleiit und Lorenzenit. In der „Lower Permian Fengcheng Formation“ im nordwestlichen China gehört neben Trona und Nacolith auch Northupit zu den Begleitmineralen des Wegscheiderits.
Als sehr selten vorkommende Mineralbildung ist Wegscheiderit bisher nur von wenigen Lokalitäten bzw. in geringer Stufenzahl bekannt. Weltweit sind bisher von rund 10 Vorkommen dokumentiert (Stand 2024). Die Typlokalität des Wegscheiderits ist die die eozäne „Green-River-Formation“ durchteufende Erkundungsbohrung „Perkins Well No. 1“ im Bereich einer lakustrinen Trona-Lagerstätte am Westufer des zum Flaming Gorge Reservoir aufgestauten Green River, ca. 30 km südsüdwestlich von Green River im Sweetwater County, Wyoming, Vereinigte Staaten.
Die anderen Fundorte für Wegscheiderit sind:
- die Bohrung „Grierson Well No. 1“ und die Bohrung „Perkins Well No. 2“, beide ebenfalls in der „Green River Formation“ im Sweetwater Co., Wyoming, USA
- der „Parachute Creek Member“ in der Green River Formation, Piceance Basin, Rio Blanco County, Colorado, USA
- der „Indian Canyon“ und das Bohrloch „Mapco Shrine Hospital No. 1 Well“, beide im Duchesne County, Utah, USA
- das Bergwerk „Anpeng“ im Biyang-Becken, Kreis Tongbai, bezirksfreie Stadt Nanyang, Provinz Henan, China
- die „Lower Permian Fengcheng Formation“ in der Mahu-Senke, nordwestliches Junggar-Becken (Dsungarisches Becken) im Norden von Xinjiang, China
- der 10 km südlich der Bergbau-Siedlung Rewda liegende Alluaiw im Lowosero-Massiv in der Lowosero-Tundra auf der russischen Halbinsel Kola, Oblast Murmansk

Fundorte aus Deutschland, Österreich und der Schweiz sind damit unbekannt.

## Verwendung
Wegscheiderit ist mit einem Gehalt von 74,0 % Na2CO3 (Soda) eines der reichsten Natriumcarbonat-haltigen Minerale. Soda wird weltweit u. a. bei der Glasherstellung, in der Papier- und Zellstoffindustrie sowie bei der Herstellung von Waschmitteln und Seifen verwendet. Darüber hinaus ist Wegscheiderit auch ein bei systematisch sammelnden Mineralsammlern begehrtes Mineral.